# Galium pringlei
Galium pringlei är en måreväxtart som beskrevs av Jesse More Greenman. Galium pringlei ingår i släktet måror, och familjen måreväxter. Inga underarter finns listade i Catalogue of Life.